# Solomon Christoffel Obeyesekere
Sir Solomon Christoffel Obeyesekere (12 février 1848 - 13 octobre 1927) est un avocat et législateur de la colonie britannique de Ceylan. Il est un membre non-officiel du conseil législatif de Ceylan entre 1900 et 1916.

## Biographie
Solomon Christoffel Obeyesekere est le plus jeune fils de Don Bastian Ferdinandus Wijesiri Guneratne Obeyesekere qui était Mudliyar (en) de Talpe Pattu et de Cornelia Susanna Dias de la famille Bandaranaike, elle-même fille de Don Solomon Dias Bandaranaike, Mudaliyars d'Udugaha. Son frère aîné est James Peter Obeyesekere I (en) également membre du conseil législatif. Le père d'Obeyesekere décédant peu après sa naissance, sa mère décide de s'installer à Colombo. Sur place, elle épouse son cousin, le révérend Samuel William Dias Bandaranaike, et le couple à deux garçons et deux filles. Le beau-frère d'Obeyesekere est Felix Reginald (en) qui sera juge à la Cour suprême de Ceylan.
Obeyesekere étudie au Royal College (en) de Colombo et au S. Thomas' College (en) de Mutwal (en). En 1866, il complète l'examen d'admission à l'université de Calcutta d'où il obtient son diplôme en 1868. Travaillant comme apprenti auprès de Charles Ambrose Lorensz (en), il se qualifie comme Proctor (en) en terminant en tête de liste sur tout les sujets.
Impliqué dans la pratique du droit, Obeyesekere gère les importantes propriétés foncières de la famille et est élu président de la Low Country Planters’ Association. En février 1900, il est nommé en tant que membre non officiel du conseil législatif en tant que représentant des Cingalais des régions rurales en remplacement de Albert L. De Alwis Seneviratne (en),. En 1902, il fait partie des dignitaires ceylanais invités à Londres pour assister au couronnement d'Édouard VII et d'Alexandra de Danemark,. Nommé chevalier en 1911, Obeyesekere siège au conseil jusqu'en 1916.

## Famille
Il épouse Ezline Maria de Alwis, la fille aînée de James De Alwis (en) qui est membre non officiel du conseil législatif. Le couple a quatre enfants :
- Daisy Ezline  qui épouse Solomon Dias Bandaranaike (en)
  - Leur fils Solomon Bandaranaike qui sera premier ministre de Ceylan (1956-1960) et lui-même époux de Sirimavo Bandaranaike première femme chef de gouvernement dans le monde et première ministre à trois reprises (1960-1965, 1970-1977 et 1994-2000).
    - Leur fille Chandrika Kumaratunga, première ministre (août-novembre 1994) et présidente (1994-2005).
    - Leur fils Anura Bandaranaike, homme politique et ministre srilankais.
- Liliyan Augusta qui épouse Gate Mudaliyar Simon William Ilangakoon.
  - Leur fils Panini Ilangakoon (en), député de Weligama (en) (1956-1960 et 1970-1977).
- Sir Forester Augustus Obeyesekere (en), membre du conseil législatif et président du conseil (1934-1935).
- Ethel Mildred qui épouse le Dr William Christoffel Pieris Siriwardene.